# Xã Dresden, Quận Chickasaw, Iowa
Xã Dresden (tiếng Anh: Dresden Township) là một xã thuộc quận Chickasaw, tiểu bang Iowa, Hoa Kỳ. Năm 2010, dân số của xã này là 725 người.